# Andy Schleck
Pour les articles homonymes, voir Schleck.
Andy Schleck, né le 10 juin 1985 à Luxembourg, est un coureur cycliste luxembourgeois, professionnel de 2005 à 2014, vainqueur du Tour de France 2010 et trois fois meilleur jeune du Tour de France. Il est le fils de l'ancien coureur Johny Schleck et le frère de Fränk Schleck, également coureur cycliste.
Il commence sa carrière professionnelle en 2005, dans l'équipe danoise CSC (qui deviendra Saxo Bank en 2009) dans laquelle court déjà son frère Fränk. Dès sa première année, il devient champion du Luxembourg du contre-la-montre. En 2007, il termine deuxième du Tour d'Italie derrière Danilo di Luca et remporte le classement du meilleur jeune. L'année suivante, il prend part au Tour de France qu'il termine à la onzième place en étant le meilleur jeune. Puis en 2009, il gagne Liège-Bastogne-Liège ainsi que le championnat du Luxembourg sur route et termine deuxième du Tour de France, derrière Alberto Contador. 2010 le voit remporter son plus gros succès en gagnant le Tour de France. S'il termine initialement deuxième derrière Contador, celui-ci est déclassé en 2012 pour violation des règles antidopage et Schleck est déclaré vainqueur. Durant ce Tour 2010, il remporte pour la troisième fois le classement du meilleur jeune, devenant recordman de ce classement avec Jan Ullrich. Par ailleurs, il est pour la deuxième fois champion du Luxembourg du contre-la-montre. En 2011, il participe avec son frère Fränk ainsi que Brian Nygaard et Kim Andersen à la création de la nouvelle équipe Leopard-Trek, au sein de laquelle il termine deuxième du Tour de France derrière Cadel Evans. Sa carrière est toutefois entravée par de nombreuses chutes entre 2012 et 2014. En octobre 2014, il met un terme à sa carrière.
Reconnu pour ses prestations en course, notamment son attaque à plus de 60 km de l'arrivée lors de la 18e étape du Tour de France 2011 qui le conduit à une victoire au col du Galibier, il fut aussi mis en lumière pour son caractère décontracté, étant notamment exclu du Tour d'Espagne 2010 par son manager Bjarne Riis pour être sorti boire un verre.
Élu Sportif luxembourgeois de l'année en 2009, 2010 et 2011, il a également reçu le Vélo d'or Espoirs 2010.

## Biographie

### Jeunesse et famille
Andy Schleck naît le 10 juin 1985 à Luxembourg. Il est issu d'une famille de coureurs cyclistes. Son grand-père, Gustav Schleck, a fait de la compétition dans les années 1930 comme coureur indépendant. Son père, Johny Schleck, a été coureur professionnel dans des équipes comme Pelforth et Bic. Johny Schleck a été l'équipier de Jan Janssen lors de sa victoire au Tour de France 1968, ainsi que de Luis Ocaña, victorieux lors de l'édition 1973. Il compte sept participations au Tour de France (de 1965 à 1973) pour deux top 20 au classement général. Enfin, le frère d'Andy, Fränk Schleck, est un des coureurs les plus en vue des années 2000, avec des victoires de prestige sur l'Amstel Gold Race 2006 et deux étapes de montagne sur le Tour de France. Andy compte un deuxième frère, Steve, l'aîné de la famille, mais qui n'est jamais passé professionnel.
Le cadet des Schleck commence sérieusement la compétition à seize ans, bien que ses parents lui imposent d'abord de terminer l'école. Il obtient un titre national en 2001, devenant champion du Luxembourg en ligne dans la catégorie débutant. L'année suivante, il passe chez les juniors et poursuit ses bons résultats. De 2002 à 2003, il remporte deux titres de champion du Luxembourg en ligne, deux en contre-la-montre, et un en cyclocross. Il a également fait des places d'honneur sur la Classique des Alpes juniors (quatrième en 2002, troisième en 2003).

### 2004-2005: débuts professionnels
En 2004, Andy Schleck rejoint le Vélo-Club de Roubaix Lille Métropole et attire tout de suite l'attention de Cyrille Guimard, directeur sportif célèbre pour avoir dirigé de nombreux vainqueurs du Tour de France, comme Bernard Hinault, Laurent Fignon, Lucien Van Impe et Greg LeMond. Guimard décrit Schleck comme un des plus grands talents qu'il ait jamais vu et le compare à Fignon.
Toujours amateur, le jeune Luxembourgeois remporte l'édition 2004 de la Flèche du Sud, en mai. Comme l'équipe nationale danoise participait à la course, le nom du coureur arrive jusqu'au manager de l'équipe professionnelle CSC, Bjarne Riis. Fränk Schleck, déjà chez CSC, confirme à Riis qu'il s'agit bien de son frère, mais qu'il est toujours à l'école. Bjarne Riis est tout de même intéressé, et, après discussion avec le jeune Schleck, l'engage comme stagiaire pour l'année suivante, avec donc un contrat professionnel. En juin, Andy Schleck ajoute deux victoires de champion du Luxembourg à son palmarès, en ligne et contre-la-montre (catégorie espoirs).
Il fait ses débuts sur le circuit ProTour lors du Tour de Catalogne 2005, un an après sa victoire sur la Flèche du Sud. En juin, il devient champion du Luxembourg du contre-la-montre, la première fois chez les seniors, alors que son frère Fränk remporte la course en ligne. Lui-même termine sur la troisième marche du podium. Pour sa première année de haut niveau, Andy Schleck a couru 85 jours.

### 2006-2008: révélation

#### 2006

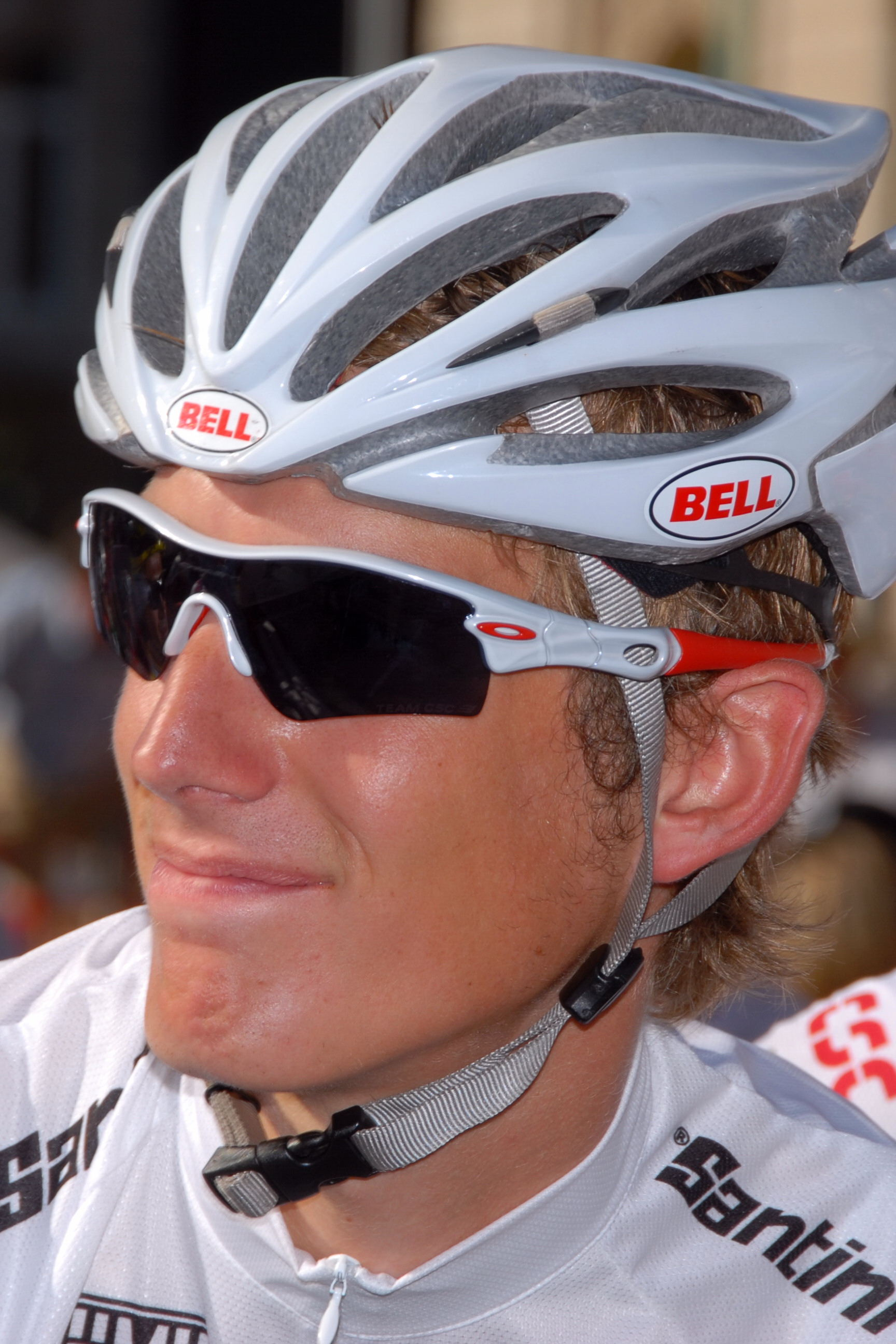
Lors du Tour d'Italie 2007

En mars 2006, Andy Schleck chute au Cholet-Pays de Loire et se fracture la clavicule, ce qui l'oblige à s'écarter des routes pour presque deux mois. Il revient à la compétition sur le Tour de Catalogne 2006 en mai. Le mois suivant, il atteint un second podium consécutif au championnat du Luxembourg, précédé par son frère et Kim Kirchen. En juillet, il remporte deux étapes au Tour de Saxe et finit à la vingt-troisième place du classement général. Andy Schleck présente des qualités de grimpeur, vainqueur cette année des classements du meilleur grimpeur du Tour de Saxe et du Tour de Grande-Bretagne. Le directeur de l'équipe CSC, Kim Andersen, décèle chez lui un plus grand potentiel que son frère. Toutefois, il n'y a pas de rivalité entre les Schleck, Andy considérant Fränk comme « son idole ».

#### 2007: deuxième et meilleur jeune du Giro
En 2007, Andy Schleck montre tout son potentiel sur les courses par étapes. En mars, il atteint la seizième place de Paris-Nice. Au mois de mai, il termine huitième du Tour de Romandie. Mais il s'illustre surtout sur le Tour d'Italie, sa première course de trois semaines, qu'il aborde avec le top 10 pour objectif. Âgé de vingt-et-un ans, il termine à la deuxième place du Giro, à 1 min 55 s de l'Italien Danilo Di Luca, remportant par la même occasion le classement du meilleur jeune. Il regrette toutefois de ne pas avoir attaqué assez tôt lors de la 10e étape, car il « avait les jambes pour gagner » ; au total, il a terminé troisième d'étape à trois reprises. Andy Schleck devient ainsi le premier Luxembourgeois depuis quarante-six ans à monter sur le podium d'un grand tour. À l'issue de cette édition du Tour d'Italie, il annonce ambitionner une victoire sur une grande classique avant de songer à un grand tour.
Au mois d'octobre, le Luxembourgeois participe au prestigieux Tour de Lombardie. Andy Schleck a pour rôle de travailler pour son frère Fränk. Tout fonctionne très bien jusqu'à ce que, dans un moment d'inattention, l'aîné des Schleck heurte la roue de Vladimir Gusev et chute, avant l'ascension finale et les six kilomètres restants, perdant ainsi toute chance de remporter la course. Andy termine quatrième à dix secondes du vainqueur Damiano Cunego.

#### 2008: une valeur montante, meilleur jeune du Tour de France
Andy Schleck confirme ses bonnes dispositions au printemps 2008 avec une quatrième place sur Liège-Bastogne-Liège, juste derrière Fränk. Il avait axé sa préparation pour les classiques et en particulier celle-ci, contrairement à l'an passé où il avait tout orienté sur le Tour d'Italie. Il a ainsi passé un total de sept semaines en camp d'entraînement. Il affiche une bonne forme sur la course, en attaquant plusieurs fois. À dix-huit kilomètres de l'arrivée, il se retrouve à l'avant dans un groupe avec Fränk Schleck, Davide Rebellin, Alejandro Valverde et Joaquim Rodríguez. Il est alors envoyé à l'attaque par son équipe, puis est repris et est distancé. Valverde règle Rebellin au sprint et les frères Schleck terminent troisième et quatrième.
En juin, Andy Schleck participe au Tour de Suisse où il termine sixième, après avoir une nouvelle fois travaillé pour son frère. En bonne position pour la victoire finale, une chute spectaculaire de celui-ci réduit toutefois à néant ses chances. Andy Schleck parachève sa préparation lors des championnats nationaux, remportés par son frère. Lui-même termine cinquième.
Il arrive au Tour de France pointé parmi les favoris, même s'il n'est pas le leader désigné de son équipe : c'est bien à l'Espagnol Carlos Sastre que ce rôle est dévolu. Toutefois, Andy et Fränk Schleck n'ont pas le statut de simples équipiers et comptent essayer de suivre les meilleurs, la tactique de l'équipe se construisant en fonction de la course. Pourtant, la défaillance du cadet des Luxembourgeois dans les Pyrénées, à Hautacam, le contraint à se mettre définitivement au service de son équipe, puisqu'il perd près de neuf minutes. Dans les Alpes, il impressionne alors, répondant à toutes les attaques pour protéger ses leaders, Fränk Schleck et surtout Carlos Sastre. C'est ce dernier qui remporte finalement le Tour, grâce à une attaque dans l'Alpe d'Huez (où Andy termine troisième) et un dernier contre-la-montre honorable. Andy Schleck finit à la onzième place du classement général (à la suite du déclassement de Bernhard Kohl) et est meilleur jeune du Tour, 1 min 27 devant Roman Kreuziger.
Schleck poursuit sa saison en août avec la Classique de Saint-Sébastien (top 20) puis la course en ligne des Jeux olympiques de Pékin. L'équipe du Luxembourg compte seulement trois coureurs sur un maximum de cinq : Andy Schleck, Fränk Schleck, et Kim Kirchen. À moins de vingt kilomètres de l'arrivée, Andy Schleck s'extrait du peloton avec quelques coureurs et se retrouve dans le groupe de tête. Le Luxembourgeois attaque ensuite plusieurs fois, ce qui a pour effet de réduire le groupe à trois coureurs : Schleck, Samuel Sánchez et Davide Rebellin. À un kilomètre de l'arrivée, le Suisse Fabian Cancellara revient sur eux. Finalement, Andy Schleck ne peut rien faire sur le sprint et termine à la cinquième place ; Cancellara remportant la médaille de bronze et Alexandr Kolobnev s'étant intercalé entre les deux équipiers de CSC.
Après les Jeux, Schleck participe au Tour de Pologne où il remporte la première étape, un contre-la-montre par équipe.

### La confirmation

#### 2009: deuxième du Tour de France et vainqueur de Liège-Bastogne-Liège

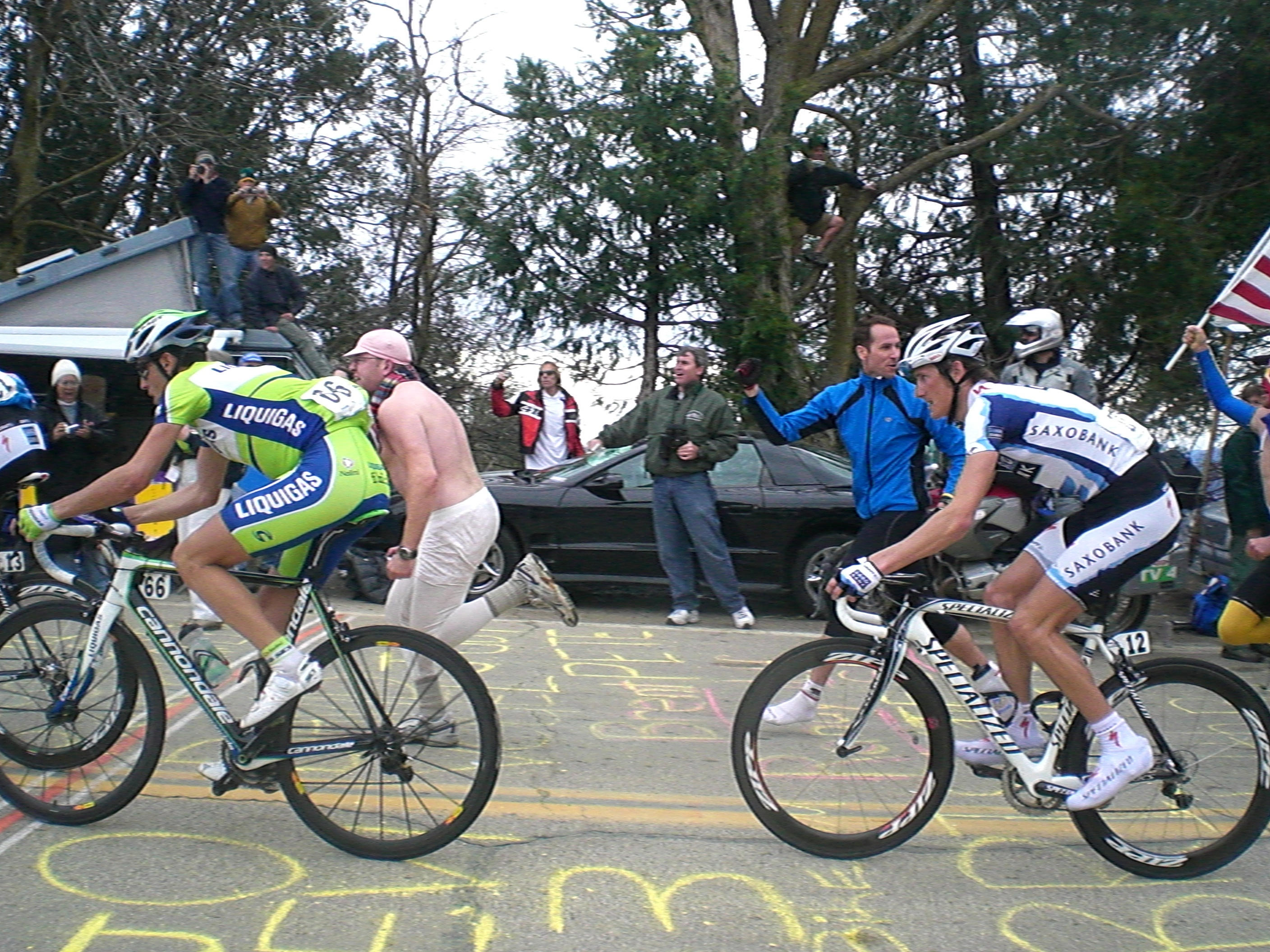
Andy Schleck dans la roue de Vincenzo Nibali (Tour de Californie 2009)

Andy Schleck court toujours après une victoire importante et c'est au printemps 2009 qu'il va l'obtenir. Auparavant, il participe en février au Tour de Californie, marqué de succès pour l'équipe Saxo Bank, qui remporte deux victoires avec Fabian Cancellara et Fränk Schleck.
Le 19 avril, il entame les classiques ardennaises avec l'Amstel Gold Race. Les hostilités commencent au second passage du peloton dans le Cauberg, avec des attaques de Pieter Weening, d'Óscar Freire et d'autres. À l'arrière du peloton, Fränk Schleck et Matthew Lloyd sont alors victimes d'une chute sévère ; les deux coureurs sont emmenés à l'hôpital. Andy Schleck termine neuvième de la course, remportée par le Russe Sergueï Ivanonv devant le Saxo Bank Karsten Kroon. Fränk Schleck s'en tire finalement avec une légère commotion cérébrale.

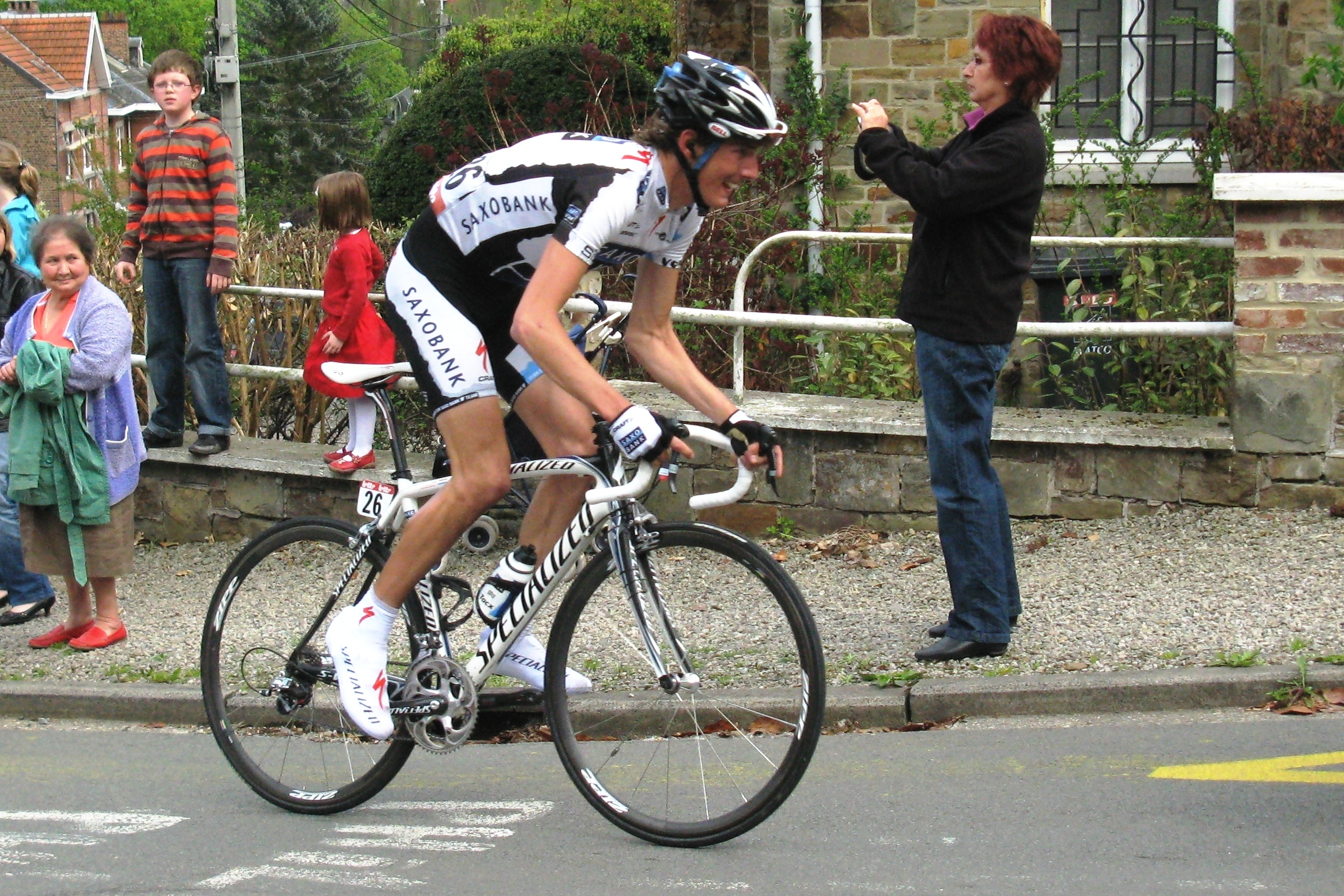
Andy Schleck à la poursuite de Philippe Gilbert, dans la Roche-aux-faucons (Liège-Bastogne-Liège 2009)

Dans la foulée de l'Amstel, il participe à la Flèche wallonne. La course est marquée par une longue échappée du Français Christophe Moreau, accompagné un temps par le Japonais Fumiyuki Beppu, qui finit par être rattrapé à cinquante-cinq kilomètres de l'arrivée. Après des tentatives de sortie de plusieurs coureurs, le peloton se regroupe au pied du Mur de Huy. C'est l'Australien Cadel Evans qui accélère le premier avec dans sa roue Andy Schleck et Davide Rebellin. L'Italien est le plus fort au sprint et s'impose devant le Luxembourgeois, qui termine deuxième.
Quatre jours plus tard, il s'aligne sur la Doyenne, Liège-Bastogne-Liège, avec le retour de son frère dans l'équipe. Cette course est particulière pour lui, qu'il considère comme « la plus belle avec le Tour de Lombardie ». Les débats commencent vraiment dans la Côte de La Redoute, où le Belge Philippe Gilbert part à l'attaque et prend vingt-cinq secondes au peloton. Andy Schleck se lance alors à sa poursuite et le rejoint, avant de le déposer dans la Côte de la Roche-aux-faucons. Derrière, Rebellin, contrôlé par Fränk Schleck, essaye de revenir mais sans y parvenir. Andy Schleck s'impose après vingt kilomètres d'effort solitaire et remporte là la première grande victoire de sa carrière. La dernière victoire d'un Luxembourgeois sur l'épreuve remontait à Marcel Ernzer en 1954.
Il poursuit sur sa lancée au début du mois de juin avec une victoire d'étape au Tour de Luxembourg. À la fin du mois, il remporte le Championnat du Luxembourg, succédant ainsi au palmarès à son frère, qui finit troisième. C'est sa dernière course avant le Tour de France du mois de juillet. Andy Schleck est considéré comme un des principaux rivaux d'Alberto Contador pour la victoire finale, sur un Tour marqué par le retour très médiatisé du septuple vainqueur Lance Armstrong. Le statut de leader n'est pas strictement établi au sein de l'équipe Saxo Bank, Andy ayant déclaré quelques mois plus tôt que le rôle de leader serait partagé avec son frère. Toutefois, à l'aube de la course, Fränk reste diminué par sa chute à l'Amstel Gold Race.

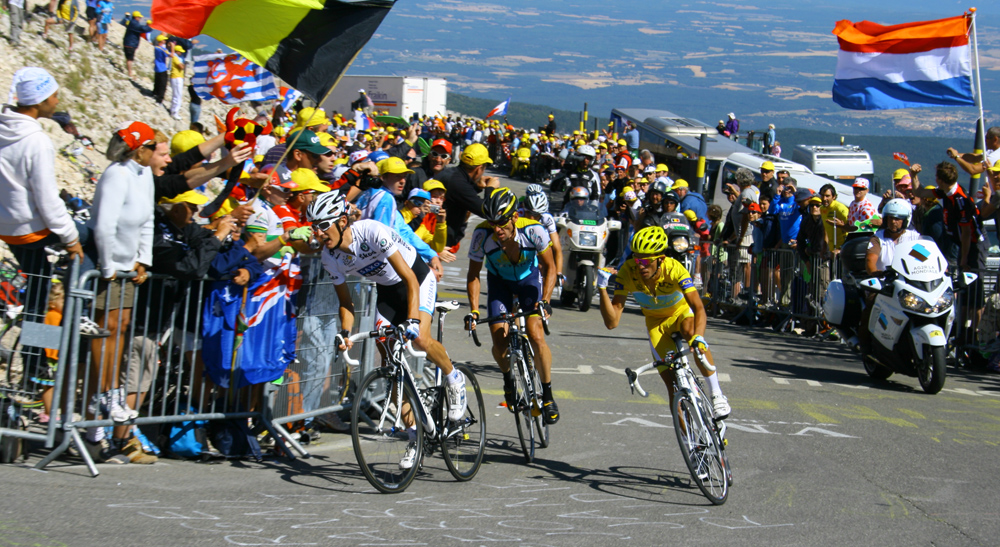
Andy Schleck en tête du groupe des favoris dans le Mont Ventoux (du Tour de France 2009)

Andy Schleck confirme bien son statut en étant l'un des seuls à pouvoir suivre l'Espagnol Contador en montagne. Discret pendant les deux premières semaines à l'image des principaux favoris, il concède une quarantaine de secondes à Contador lors de la 15e étape entre Pontarlier et Verbier, mais s'empare du maillot blanc de meilleur jeune. Il est l'un des principaux attaquants parmi les favoris avec son frère Fränk comme l'illustre leur offensive commune dans le col de Romme lors de la 17e étape, mais ils ne parviennent pas à lâcher Contador. Les trois coureurs arrivent seuls sur l'arrivée et Fränk Schleck remporte l'étape, son cadet ayant lancé le sprint pour lui.
Le lendemain, Andy prouve qu'il s'est amélioré dans l'effort solitaire, ne concédant qu'1 min 45 à Alberto Contador lors du contre-la-montre d'Annecy, et surtout seulement 15 secondes à Lance Armstrong, ce qui lui permet de conserver sa deuxième place au classement général. Lors de l'étape du Mont Ventoux, avant-dernière du Tour, il place des accélérations à de multiples reprises pour durcir la course, mais seul Contador est capable d'y répondre. L'objectif étant de faire monter son frère sur le podium du classement général, Andy Schleck se relève à chaque fois, Fränk étant incapable de suivre et de distancer Armstrong. Andy Schleck termine finalement deuxième du classement général et meilleur jeune, son frère finit quant lui à la cinquième place.

#### 2010: vainqueur du Tour de France

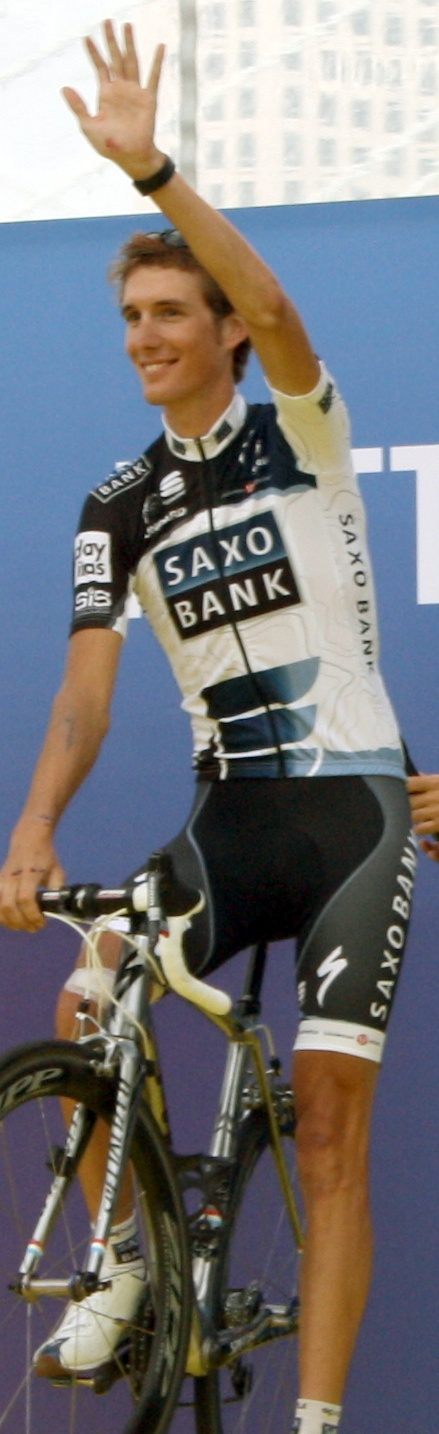
Andy Schleck lors de la présentation de son équipe au Tour de France 2010.

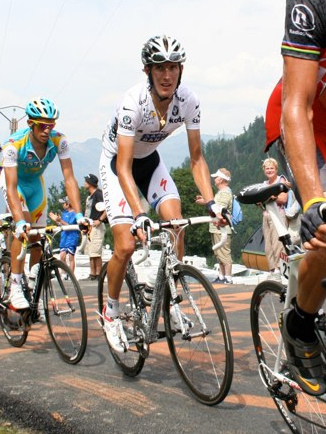
Andy Schleck au Tour de France 2010, devant son rival Alberto Contador.

Le premier objectif de sa saison est de briller sur les classiques ardennaises. Il ne réussit pas un bon début de saison, souffrant du genou depuis un entraînement en décembre au cours duquel il a heurté un véhicule. Il obtient quelques places d'honneur lors du Tour du Pays basque. Il termine 18e de l'Amstel Gold Race, 8e de la Flèche wallonne et 5e de Liège-Bastogne-Liège.
Le 11 juillet, il remporte la 8e étape du Tour de France à Avoriaz. Deux jours plus tard, lors de la 9e étape, il prend pour la première fois le maillot jaune, devant Contador. Cependant, il le perd au profit de ce dernier dans la 15e étape, victime d'un problème de dérailleur dans la dernière montée. Il remporte ensuite la 17e étape au col du Tourmalet devant son rival Alberto Contador. Il ne parvient pas à refaire son retard dans l'avant-dernière étape contre-la-montre entre Bordeaux et Pauillac, et finit deuxième du Tour derrière Contador, à 39 secondes, remportant pour la troisième fois consécutive le maillot blanc de meilleur jeune.
À la suite du déclassement d'Alberto Contador, en février 2012, Andy Schleck est finalement nommé vainqueur de ce Tour de France 2010, sa première victoire dans un grand tour. Il déclare lors de cette attribution : « Si je suis déclaré maintenant vainqueur du Tour de France 2010, cela ne me rendra pas heureux. [...] Je me suis battu avec Contador dans cette course et j'ai perdu. Mon objectif est de gagner le Tour de France sportivement, d'être le meilleur sur le terrain, et non pas le gagner au tribunal. »
Le 30 juillet 2010, il annonce son souhait de quitter la formation Saxo Bank, pour une nouvelle équipe luxembourgeoise aux côtés de son frère Fränk. Le 28 août, il prend part à la Vuelta, afin d'aider Fränk qui vise la victoire finale, ne se posant ainsi que comme simple coéquipier. Il perd dès la troisième étape près de 14 minutes sur la tête de la course, puis 14 autres minutes lors de la 4e étape. Il est cependant évincé du tour d'Espagne avec Stuart O'Grady avant le départ de la 10e étape par le directeur sportif de la Saxo Bank, Bjarne Riis, pour avoir enfreint les règles de l'équipe danoise et être sorti prendre un verre après le dîner. Il termine neuvième du classement mondial UCI et remporte le Vélo d'or espoirs pour la saison 2010.

#### 2011: création de l'équipe Leopard-Trek, second du Tour de France

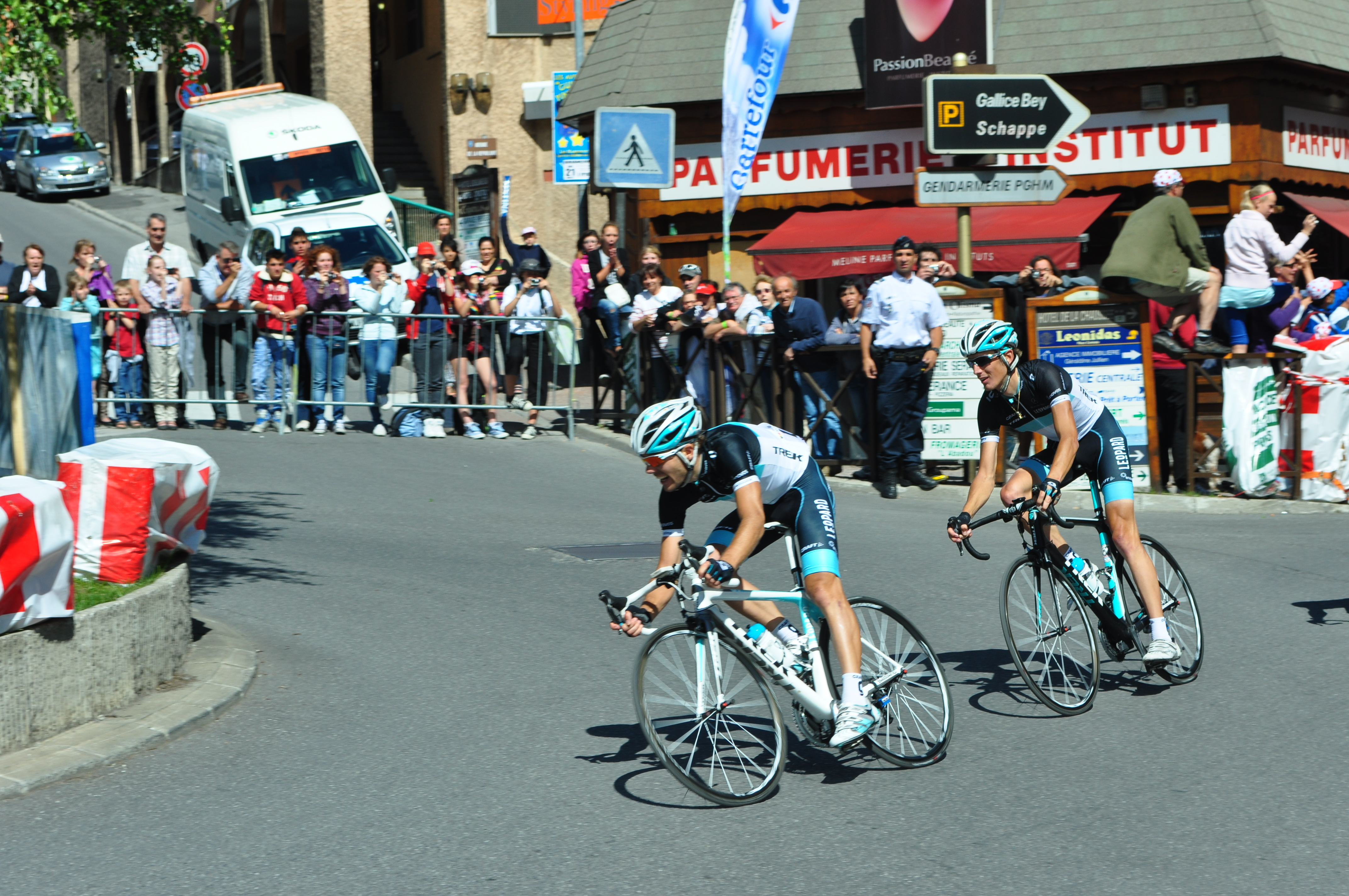
Andy Schleck et son équipier Maxime Monfort avant l'ascension du col du Galibier.

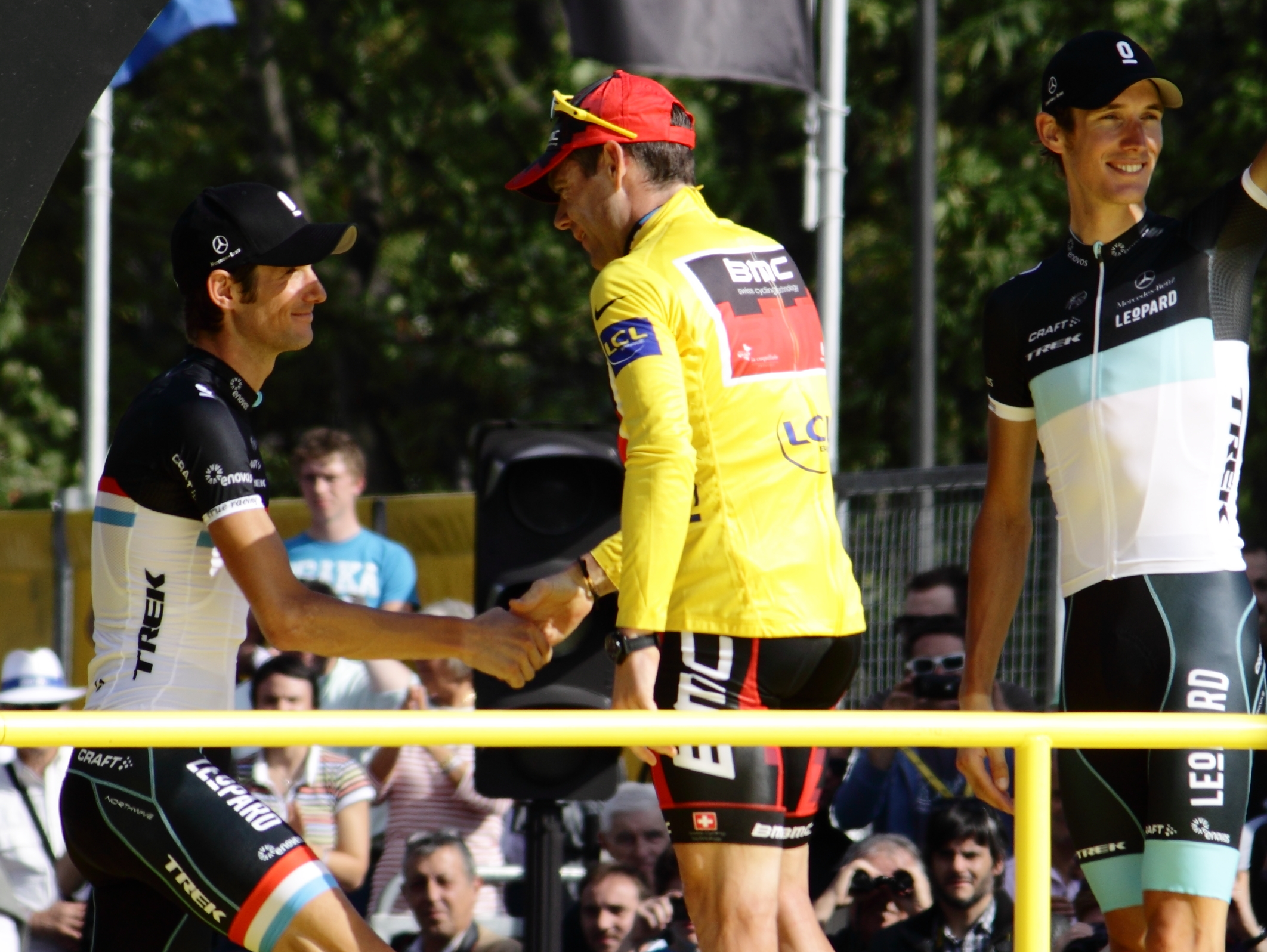
Le podium du Tour 2011 : Fränk Schleck (3e), Cadel Evans (1er) et Andy Schleck (2e).

Andy Schleck participe aux classiques ardennaises et termine troisième de Liège-Bastogne-Liège. Il se rend ensuite sur le Tour de Californie et termine à la huitième place. En juin, il participe au Tour de Suisse où il remporte le classement de la montagne et se classe 19e. Au Championnat du Luxembourg, il se classe deuxième derrière son frère Fränk.

Maillot jaune signé par Andy Schleck

En juillet, il prend part au Tour de France et se distingue notamment avec une attaque à 60 km de l'arrivée dans le col de l'Izoard lors de la 18e étape partant de Pignerol en Italie et arrivant au col du Galibier, pour la première fois de l'histoire du Tour. Il remporte l'étape, mais échoue dans la conquête du maillot jaune, toujours détenu par Thomas Voeckler pour 15 secondes. Le lendemain, il revêt le maillot jaune à l'Alpe d'Huez, pour 53 secondes devant son frère Fränk et 57 devant Cadel Evans. Il le perd lors du contre-la-montre suivant au profit d'Evans. Andy termine donc une nouvelle fois deuxième du classement général, devant son frère Fränk et avec 1 minute 34 de retard sur Evans.

### Une fin de carrière difficile

#### 2012: Tour 2010 sur tapis vert, saison marquée par les blessures
Le 6 février, Contador est puni de 2 ans de suspension et déchu de sa victoire dans le Tour de France 2010 par le Tribunal arbitral du sport à cause de son contrôle positif au clenbutérol. Andy Schleck déclare : « Mon objectif est de gagner le Tour de France à la pédale, en étant le meilleur des concurrents, pas devant les tribunaux. Si je gagne cette année, en 2012, je considérerai que c’est ma première victoire. » Il considère toutefois que c'est le Tour qu'il a préféré : « De toute façon, pour moi le Tour 2010, c’est celui qui est resté dans mon cœur. C’était pour moi une petite victoire, parce que j’avais eu beaucoup de malchance. ». Schleck doit déclarer forfait pour le Tour de France 2012 et les Jeux olympiques de Londres en raison d'une fracture du bassin consécutive à une chute en juin lors du Critérium du Dauphiné. Prévoyant de revenir pour le Tour d'Espagne, sa blessure non consolidée l'oblige à déclarer forfait. Sa reprise de la compétition est ensuite annoncée au Grand Prix de Fourmies, début septembre, mais il déclare forfait, souffrant encore de la hanche. Il dit ne pas vouloir compromettre sa saison 2013 en effectuant son retour trop tôt. Schleck reprend la compétition lors de Binche-Tournai-Binche au début du mois d'octobre et doit participer à la dernière course World Tour de la saison, le Tour de Pékin,. Il abandonne les deux courses.

#### 2013-2014: nouvelles blessures et fin de carrière

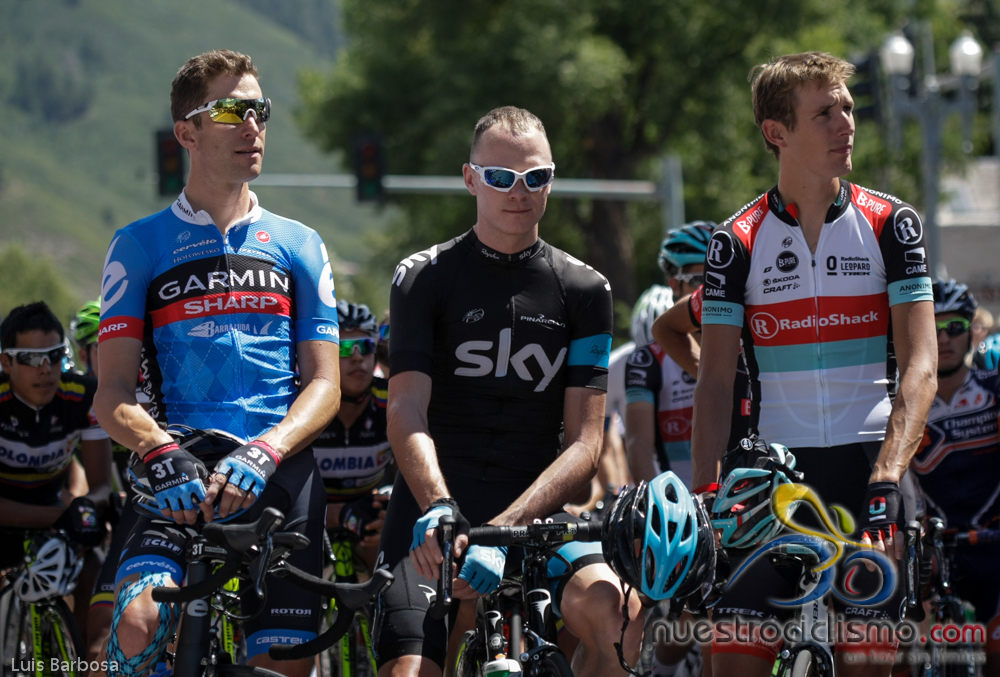
Andy Schleck en 2013 (à droite).

Andy Schleck commence sa saison 2013 au Tour Down Under. Il abandonne lors de la dernière étape. Il abandonne à nouveau au tour méditerranéen et finit le 28 février sa première course depuis avril 2012 à l'occasion du GP Camaiore. En mars, il abandonne lors de Strade Bianche et Tirreno-Adriatico. Fin mars, Andy Schleck participe au Critérium international en Corse. Il finit sa deuxième course de la saison et parvient à attaquer mais son attaque n'influe que peu sur le déroulement de la course. Il dispute le Tour du Pays basque et abandonne. Tout comme lors de l'Amstel Gold Race. Il est quelques jours plus tard, 86e de la Flèche wallonne. Il finit 41e de Liège-Bastogne-Liège, sa course favorite. Le 12 mai, il démarre sa préparation pour le Tour de France, en participant au Tour de Californie. Il se classe 25e du classement général et troisième du classement de la montagne. Il poursuit sa préparation du 8 au 16 juin avec le Tour de Suisse où il monte progressivement en puissance pour réussir à suivre les meilleurs lors de l'étape reine, la 7e étape où il termine 15e à 1 minute 17 du vainqueur Rui Costa. C'est la première fois qu'il termine parmi les quinze premiers d'une étape depuis le Tour de France 2011.
Le 4 juillet, son équipe RadioShack-Leopard annonce le limogeage de son frère Fränk à quelques jours de la fin de sa suspension pour dopage. Andy Schleck se déclare « triste et déçu » de cette décision. Cependant, Trek qui va succéder comme sponsor principal de l'équipe à RadioShack après lui avoir racheté sa licence UCI World Tour annonce ensuite que les deux frères seront conservés pour la saison suivante.
Durant le Tour de France 2013, il a surtout un rôle d'équipier pour Maxime Monfort, le coureur le mieux classé au général dans son équipe. Il parvient cependant à terminer à la 20e place au classement général.
Andy Schleck commence sa saison 2014 au tour d'Oman, où il est 34e au sommet de la Green Mountain, étape remportée par Christopher Froome. Il revient en Europe pour Paris-Nice, avec son frère Frank. Un peu en difficulté lors du début de semaine, il termine tout de même cette course et en prend la 66e place.
Il poursuit sa saison sur le Critérium international avec son frère Fränk. Il ne termine pas la troisième et dernière étape. Il prend ensuite le départ du Tour du Pays basque, qu'il finit à la 66e place, loin derrière le vainqueur Alberto Contador. Andy Schleck arrive avec un rôle de co-leader sur les classiques ardennaises mais il ne peut défendre ses chances en raison d'une chute lors de l'Amstel Gold Race qui le contraint à l'abandon. Il n'est pas remis de sa blessure pour la Flèche wallonne où il abandonne, ainsi que lors de Liège-Bastogne-Liège.
L'équipe Trek annonce qu'il ne prendra pas le départ du Tour de Romandie à cause de sa chute. Il reprend avec le Tour de Suisse, où il est 29e du classement général. À la fin du mois de juin, il remonte pour la première fois depuis trois ans sur un podium en terminant troisième du championnat du Luxembourg.
Lors du Tour de France, il est contraint d'abandonner à la suite d'une chute survenue dans le final de la troisième étape. Souffrant d'une rupture des ligaments croisés du genou, il doit mettre fin à sa saison. Le 9 octobre 2014, il annonce dans une conférence de presse que la persistance des problèmes physiques liés à cette blessure le contraint à mettre un terme à sa carrière professionnelle.
Le 27 novembre 2014, Schleck est reçu à Paris pour honorer sa victoire sur le Tour de France 2010. Le président français François Hollande lui remet le trophée du vainqueur au palais de l'Élysée.

### Reconversion
Après sa carrière, Schleck se reconvertit chef d'entreprise et ouvre un magasin de vélos à Itzig près de la ville de Luxembourg avec son beau-père Jeannot Delvaux, où il expose également des souvenirs de sa carrière. Il devient, en 2017, le président du Tour de Luxembourg, succédant à Frank Zeimet.

## Style
Grand (1,86 m) et maigre comme son frère, Andy Schleck possède de grandes capacités de grimpeur. Il est moins doué pour le contre-la-montre. Il a cependant progressé dans cet exercice en 2009 en travaillant avec son ancien coéquipier Bobby Julich, devenu Rider Development Manager de l'équipe Saxo Bank et responsable de l'entraînement au contre-la-montre. Il constate ses progrès lors du Tour de France 2009 en prenant la 21e place de la 18e étape, à 1 minute et 45 secondes d'Alberto Contador, tandis qu'il perdait plus de 4 minutes sur Stefan Schumacher lors de la 20e étape du Tour de France 2008,.

## Palmarès, résultats et distinctions

### Palmarès amateur
| - 1997 - Champion du Luxembourg sur route minimes - 2000 - 2e du championnat du Luxembourg sur route débutants - 2e du championnat du Luxembourg de cyclo-cross débutants - 2001 - Champion du Luxembourg sur route débutants - 2002 - Champion du Luxembourg sur route juniors - Champion du Luxembourg du contre-la-montre juniors - Champion du Luxembourg de cyclo-cross juniors - Grand Prix François-Faber juniors | - 2003 - Champion du Luxembourg sur route juniors - Champion du Luxembourg du contre-la-montre juniors - 2e du Tour de Lorraine juniors - 3e de la Classique des Alpes juniors - 2004 - Champion du Luxembourg sur route espoirs - Champion du Luxembourg du contre-la-montre espoirs - Classement général de la Flèche du Sud - 3e du Grand Prix Guillaume Tell |  |

### Palmarès professionnel
| - 2005 - Champion du Luxembourg du contre-la-montre - 3e du championnat du Luxembourg sur route - 2006 - 3e et 5e étapes du Tour de Saxe - 3e du championnat du Luxembourg sur route - 2007 - Classement du meilleur jeune du Tour d'Italie - 2e étape du Tour d'Allemagne (contre-la-montre par équipes) - 2e du Tour d'Italie - 4e du Tour de Lombardie - 8e du Tour de Romandie - 2008 - Classement du meilleur jeune du Tour de France - 1re étape du Tour de Pologne (contre-la-montre par équipes) - 4e de Liège-Bastogne-Liège - 4e de la course en ligne des Jeux olympiques - 6e du Tour de Suisse - 2009 - Champion du Luxembourg sur route - Liège-Bastogne-Liège - Classement du meilleur jeune du Tour de France - 2e étape du Tour de Luxembourg - 2e du Tour de France - 2e de la Flèche wallonne - 9e de l'Amstel Gold Race | - 2010 - Champion du Luxembourg du contre-la-montre - Tour de France : - Classement général - Classement du meilleur jeune - 8e et 17e étapes - 2e du championnat du Luxembourg sur route - 5e de Liège-Bastogne-Liège - 8e de la Flèche wallonne - 2011 - 18e étape du Tour de France - 2e du Tour de France - 2e du championnat du Luxembourg sur route - 3e de Liège-Bastogne-Liège - 2014 - 3e du championnat du Luxembourg sur route |  |

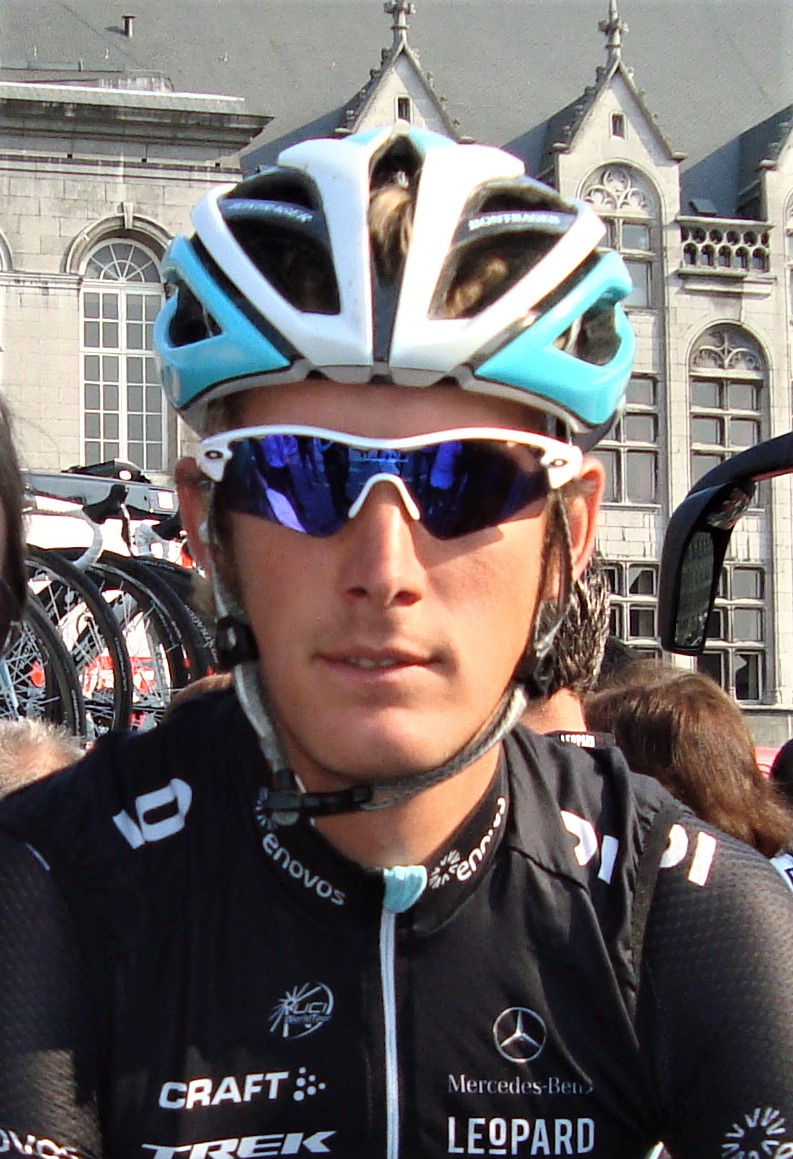
Andy Schleck au départ de Liège Bastogne Liège en 2011 où il terminera 3eme.

### Résultats sur les grands tours

#### Tour de France
6 participations
- 2008 : 11e,  vainqueur du classement du meilleur jeune
- 2009 : 2e,  vainqueur du classement du meilleur jeune
- 2010 :  Vainqueur du classement général[2] à la suite du déclassement d'Alberto Contador,  vainqueur du classement du meilleur jeune, vainqueur des 8e et 17e étapes,  maillot jaune pendant 12 jours[n 5]
- 2011 : 2e, vainqueur de la 18e étape,  maillot jaune pendant 1 jour
- 2013 : 20e
- 2014 : non-partant (4e étape)

#### Tour d'Italie
1 participation
- 2007 : 2e,  vainqueur du classement du meilleur jeune

#### Tour d'Espagne
2 participations
- 2009 : abandon (8e étape)
- 2010 : non-partant, interdit de départ par son équipe (10e étape)[53]

### Classiques
Le tableau ci-dessous présente les classements d'Andy Schleck sur les classiques auxquelles il a participé.
| Année | Amstel Gold Race | Flèche wallonne | Liège- Bastogne-Liège | Classique de Saint-Sébastien | Tour de Lombardie |
| ----- | ---------------- | --------------- | --------------------- | ---------------------------- | ----------------- |
| 2005  | -                | -               | -                     | -                            | 64e               |
| 2006  | -                | -               | -                     | 23e                          | -                 |
| 2007  | -                | 57e             | 46e                   | -                            | 4e                |
| 2008  | 73e              | 76e             | 4e                    | 18e                          | -                 |
| 2009  | 9e               | 2e              | Vainqueur             | -                            | -                 |
| 2010  | 18e              | 8e              | 5e                    | -                            | -                 |
| 2011  | 11e              | 44e             | 3e                    | -                            | -                 |
| 2012  | 91e              | 81e             | 50e                   | -                            | -                 |
| 2013  | Abandon          | 86e             | 41e                   | -                            | -                 |
| 2014  | Abandon          | Abandon         | Abandon               | -                            | -                 |

### Classements mondiaux
Jusqu'en 2004, le classement UCI concerne tous les coureurs ayant obtenu des points lors de courses du calendrier international de l'Union cycliste internationale (324 courses en 2004). En 2005, l'UCI ProTour et les circuits continentaux sont créés, ayant chacun leur classement. De 2005 à 2008, le classement de l'UCI ProTour classe les coureurs membres d'équipes ProTour en fonction des points qu'ils ont obtenu lors des courses du calendrier UCI ProTour, soit 28 courses en 2005, 27 en 2006, 26 en 2007. En 2008, le calendrier du ProTour est réduit à 15 courses en raison du conflit entre l'UCI et les organisateurs de plusieurs courses majeures. Les trois grands tours, Paris-Roubaix, la Flèche wallonne, Liège-Bastogne-Liège, le Tour de Lombardie, Tirreno-Adriatico et Paris-Nice ne sont donc pas pris en compte dans le classement ProTour 2008. En 2009 et 2010, un « classement mondial UCI » remplace le classement ProTour. Il prend en compte les points inscrits lors des courses ProTour et des courses qui n'en font plus partie, regroupées dans un « calendrier historique », soit au total 24 courses en 2009 et 26 en 2010. Ce nouveau classement prend en compte les coureurs des équipes continentales professionnelles. En 2011, l'UCI ProTour devient l'UCI World Tour et reprend dans son calendrier les courses qui l'avaient quitté en 2008. Il comprend 27 courses en 2011.
| Année                  | 2005 | 2006 | 2007 | 2008 | 2009 | 2010 | 2011 | 2012 | 2013 | 2014 |
| ---------------------- | ---- | ---- | ---- | ---- | ---- | ---- | ---- | ---- | ---- | ---- |
| Classement ProTour     | nc   | nc   | 15e  | 61e  |      |      |      |      |      |      |
| Calendrier mondial UCI |      |      |      |      | 14e  | 9e   |      |      |      |      |
| UCI World Tour         |      |      |      |      |      |      | 13e  | nc   | 176e | nc   |

### Distinctions et récompenses
- Sportif luxembourgeois de l'année : 2009, 2010, 2011
- Vélo d'or Espoirs : 2010